# Hermann Lei (Politiker, 1937)

Hermann Lei (1992)

Hermann Lei (* 25. April 1937 in Berg TG) ist ein Schweizer Historiker und Politiker. Er war Regierungsrat des Kantons Thurgau (1992–2002) und letzter Verwaltungsratspräsident der Mittelthurgaubahn.

## Leben
Lei  wurde als Sohn des Hermann Lei und der Hedwig, geb. Schweizer von Arbon in Berg   geboren. Seine Jugendzeit verbrachte er in Berg, wo er auch die Primar- und Sekundarschule besuchte. 1952 übersiedelte er mit seiner Familie nach Weinfelden. 1953 bis 1957 besuchte er das Lehrerseminar Kreuzlingen und studierte 1957 bis 1962 Geschichte und Deutsch an der Universität Zürich. Sein Hochschulstudium schloss er 1962 mit einer Dissertation über den Thurgauischen Gerichtsherrenstand im 18. Jahrhundert bei Leonhard von Muralt ab. 1963 wurde er als Geschichtslehrer ans Lehrerseminar Kreuzlingen gewählt, eine Stelle, die er bis 1983 innehatte. 1969 heiratete er. Der Ehe entsprossen zwei Kinder: 1970 kam eine Tochter zur Welt und 1972 Sohn Hermann.
Früh hatte Hermann Lei begonnen, sich auch politisch zu betätigen. Seiner liberalkonservativen Gesinnung entsprechend trat er der FDP bei, deren Ortspartei Weinfelden er von 1969 bis 1971 präsidierte. 1971 bis 1983 war er Mitglied des Gemeindeparlaments, das er einmal präsidierte, und gleichzeitig Schulpräsident von Weinfelden. In seine Amtszeit fielen der Ausbau des Berufsbildungszentrums und der Sekundarschule Weinfelden. 1983 wurde er zum Gemeindeammann von Weinfelden gewählt, ein Amt, das er bis 1992 bekleidete. Nach eigenen Angaben engagierte sich Hermann Lei in dieser Zeit vor allem für den Zonenplan für das Industriegebiet, den Gestaltungsplan für das Rössli-/Felsen-Areal und das Reglement über das Landkreditkonto. In seine Amtszeit fiel auch die Restauration des Weinfelder Rathauses und 1991 die Festivitäten zum siebenhundertjährigen Bestehen der Eidgenossenschaft.
Nachdem Hermann Lei von 1984 bis 1992 Mitglied des Grossen Rates des Kantons Thurgau gewesen war, davon 1986 bis 1992 als Fraktionschef, wurde er am 16. Februar 1992 zum Regierungsrat des Kantons Thurgau gewählt. Er übernahm zunächst das Departement für Justiz und Soziales und wechselte 1994 in sein Wunschdepartement für Inneres und Volkswirtschaft. Hier setzte er sich vor allem für die Förderung des öffentlichen Verkehrs ein wie auch für den Wirtschaftsstandort Thurgau. Die Landwirtschaft förderte er unter anderem durch den Ausbau der Landwirtschaftlichen Schule Arenenberg. 1995/96, 1998/99 und 2001/02 war er ausserdem Präsident des Regierungsrates. 2002 legte Hermann Lei sein Mandat als Regierungsrat nieder und trat ins Privatleben zurück. Ihm war die Krise und der Zusammenbruch der Mittelthurgaubahn angelastet worden, deren Expansionskurs er als Verwaltungsratspräsident mitgetragen hatte.
Hermann Lei war unter anderem Verwaltungsrat der Axpo Holding AG, Präsident der Kantonalen Direktoren des Verkehrs, Mitglied der Konferenz der Kantone, Vorstandsmitglied und Schriftführer des Vereins für Geschichte des Bodensees und seiner Umgebung, Mitglied der Internationalen Bodenseekonferenz, Vizepräsident der «Thurgauer Kulturstiftung Ottoberg» und Vorstandsmitglied der Thurgauer Sektion des Roten Kreuzes. Im Militär erreichte er den Grad eines Majors und war Präsident der Offiziersgesellschaft Weinfelden.

## Schriften (Auswahl)
- Der thurgauische Gerichtsherrenstand im 18. Jahrhundert. Ein Beispiel kooperativer Freiheit in einer Gemeinen Herrschaft der Alten Eidgenossenschaft. (= Thurgauische Beiträge zur vaterländischen Geschichte, Heft 99). Huber, Frauenfeld 1962 (= Diss. phil. I).
- Die sozialen Verhältnisse. In: Albert Schoop (Hrsg.): Wirtschaftsgeschichte des Kantons Thurgau. Weinfelden 1971, S. 293–322.
- Joseph Anderwert, 1767–1841. In: Grosse Verwaltungsmänner der Schweiz. In Verbindung mit Karl S. Bader und Walter Müller hrsg. von Pius Bischofberger und Bruno Schmid. Solothurn 1975, S. 114–120.
- Die Kantonale Offiziersgesellschaft Thurgau. In: 175 Jahre Schweizerische Offiziersgesellschaft. Festschrift zum 175-Jahr-Jubiläum. Zürich 2008, S. 130–134.